# 星松三郎
星 松三郎（ほし まつさぶろう、1855年6月11日（安政2年4月27日）- 1906年（明治39年）4月18日）は、明治期の実業家・政治家。衆議院議員。

## 経歴
宮城県登米郡、のちの佐沼町（迫町を経て現登米市迫町佐沼）で、商人・星松治郎の第七子（二男）として生まれた。村の儒者・中村竹徑に師事し、さらに英学を修めた。1875年（明治8年）から水害救民救恤係、勧業世話役、衛生委員、学校世話役などを務めた。
その後上京して商業を営むが不景気となり、1884年（明治17年）から1886年（明治19年）にかけて全国の民情視察を2回実施して、その報告書を作成して頒布した。1886年10月には欧米の政治経済の視察旅行を行った。
1885年（明治18年）芝区会議員に当選。1890年（明治23年）6月、東京市会議員に当選。以後、東京市参事会員、同市公園改良臨時委員、同市学務委員、芝区学務委員、東京水道常設委員、芝区学校建築委員長、芝区学務委員長、芝区会議長代理者、徴兵参事委員などを務めた。
1898年（明治31年）3月、第5回衆議院議員総選挙（東京府第2区、進歩党）で初当選し、以後、第6回総選挙（東京府第2区）、第9回総選挙補欠選挙（宮城県郡部）で再選され、衆議院議員に通算3期在任したが、議員在任中の1906年4月18日に死去した。墓所は青山霊園。
実業界では、新橋銀行頭取、品川電燈社長、帝国水産専務取締役、日本織物専務取締役、日本木材監査役、宮城商行銀行監査役、十二商品取引所監査役などを務めた。

## 国政選挙歴
- 第1回衆議院議員総選挙（宮城県第4区、1890年7月、無所属）次点落選[10]
- 第2回衆議院議員総選挙（宮城県第4区、1892年2月、立憲改進党）次点落選[10]
- 第4回衆議院議員総選挙（宮城県第4区、1894年9月、無所属）落選[11]
- 第5回衆議院議員総選挙（東京府第2区、1898年3月、進歩党）当選[12]
- 第6回衆議院議員総選挙（東京府第2区、1898年8月、憲政本党）当選[12]
- 第7回衆議院議員総選挙（東京府東京市、1902年8月、憲政本党）落選[13]
- 第8回衆議院議員総選挙（東京府東京市、1903年3月、憲政本党）落選[13]
- 第9回衆議院議員総選挙（東京府東京市、1904年3月、憲政本党）落選[13]
- 第9回衆議院議員総選挙補欠選挙（宮城県郡部、1905年5月、憲政本党）当選[14][15]

## 著作
- 『親察録 東海東山北陸之部』1886年。

## 親族
- 姉 星まつゑ（星松治郎二女、1853年生）[16]
- 甥 星廉平（衆議院議員、星まつゑ長男）[16]